# Rubus crassifolius
Rubus crassifolius är en rosväxtart som beskrevs av Tse Tsun Yu och L.T. Lu. Rubus crassifolius ingår i släktet rubusar, och familjen rosväxter. Inga underarter finns listade i Catalogue of Life.